# Jaylen Morris
Jaylen Morris (Amherst, 19 settembre 1995) è un cestista statunitense.

## Carriera
Il 22 luglio 2018 firma un contratto con l'Auxilium Pallacanestro Torino, tuttavia il 26 luglio decide di esercitare l'NBA escape per accasarsi ai Milwaukee Bucks.